# Solaster intermedius
Solaster intermedius är en sjöstjärneart som beskrevs av Hayashi 1939. Solaster intermedius ingår i släktet Solaster och familjen solsjöstjärnor. Inga underarter finns listade i Catalogue of Life.

## Bildgalleri

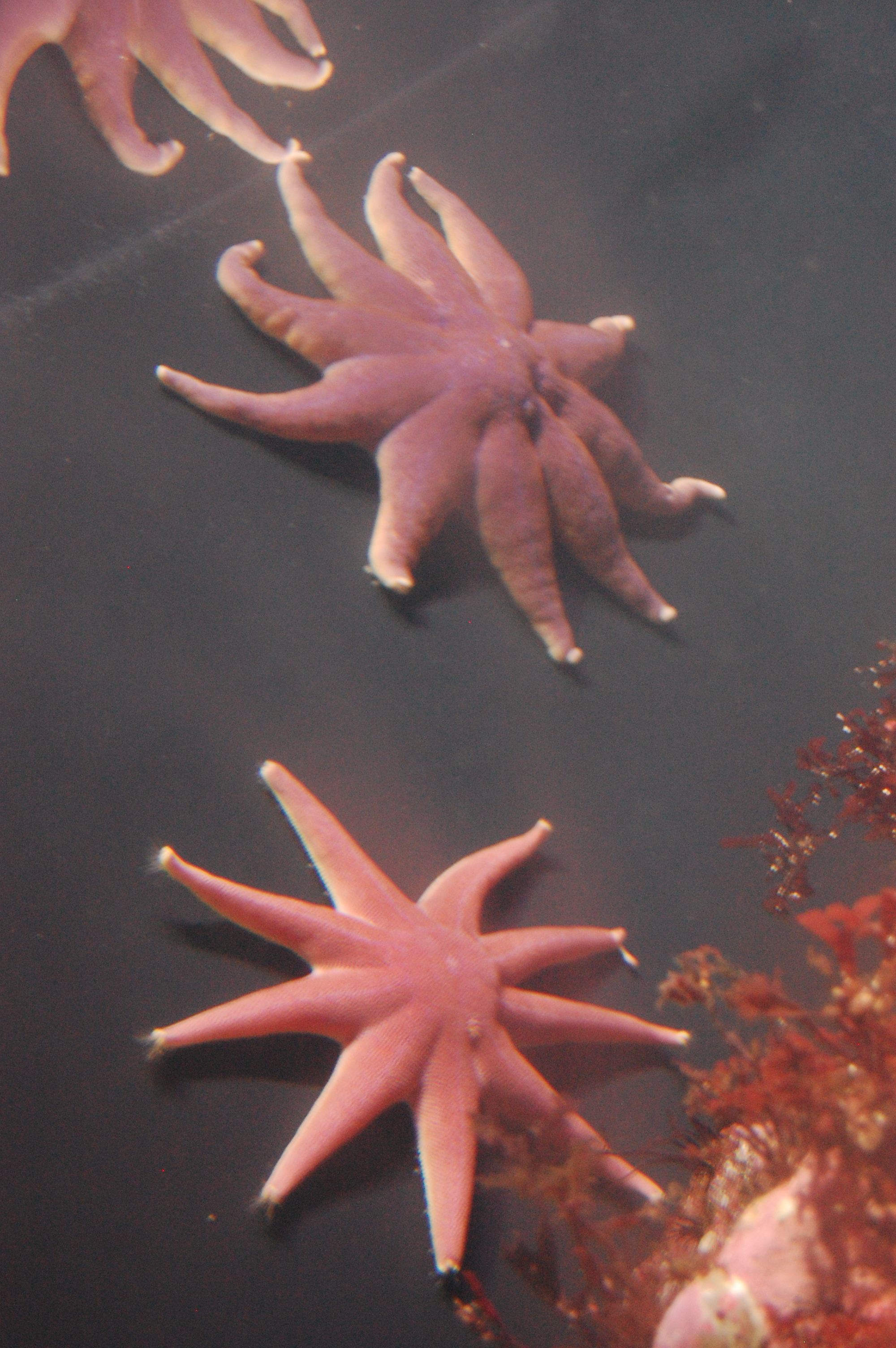